# Lachesana graeca
Lachesana graeca is een spinnensoort in de taxonomische indeling van de mierenjagers (Zodariidae).
Het dier behoort tot het geslacht Lachesana. De wetenschappelijke naam van de soort werd voor het eerst geldig gepubliceerd in 2004 door Konrad Thaler & Knoflach.